# Pop delavnica 1989
Finale VII. Pop delavnice je potekal v soboto, 10. junija 1989, v Rekreacijskem centru v Murski Soboti. Vodila sta ga Janko Ropret in Saša Einsiedler. V spremljevalnem programu so nastopile skupine Martin Krpan, Cappuccino, Lucky Star, Rock Cafe in Hari Mata Hari ter Tatjana Matejaš in Dino Dvornik.

## Tekmovalne skladbe
16 skladb je izbrala strokovna žirija, eni (Čakam te v izvedbi skupine Romeo) pa je vstopnico za finale podelila Osa, priloga Nedeljskega dnevnika.
| #   | Izvajalec              | Naslov pesmi        | Avtorji (glasba/besedilo/aranžma)                |
| --- | ---------------------- | ------------------- | ------------------------------------------------ |
| 1.  | Vertigo                | Res verjameš        | Matej Golob/Zmago Šmon/Vertigo                   |
| 2.  | Duo Regina             | Ne vabi me          | Sandi Kogoj                                      |
| 3.  | Odiseja                | To je pot           | Danijel Čampa/Aleš Turnšek/Odiseja               |
| 4.  | Day                    | Nocoj v mestu       | Metod Vuk/Tomaž Kozlevčar                        |
| 5.  | Don Mentoni Blues Band | Kariera             | Janez Zmazek/Don Mentoni Blues Band & Borut Činč |
| 6.  | Četrta dimenzija       | S. O. S.            | Roman Kordež/Četrta dimenzija                    |
| 7.  | Lenny                  | Tvoja bom           | Sašo Fajon                                       |
| 8.  | Big Bolero Band        | Kje so tisti časi   | Bor Zuljan/Big Bolero Band                       |
| 9.  | Romeo                  | Čakam te            | Miha Vardjan/Robert Bevc                         |
| 10. | Tom Tom                | Zvezde vedo         | Tomo Jurak/Daniel Levski/Tomo Jurak              |
| 11. | California             | Usoda               | Matjaž Zupan/California                          |
| 12. | Šank rock              | Nihče nas ne ustavi | Aleš Klinar/Šank rock                            |
| 13. | Boogie                 | Pridi nocoj na ples | Niels Udir/Božidar Wolfand                       |
| 14. | Panda                  | Ohranimo našo vrsto | Andrej Pompe/Panda                               |
| 15. | Agropop                | Moja domovina       | Aleš Klinar/Polde Poljanšek/Aleš Klinar          |
| 16. | Pop design             | Odhajam v »life«    | Tadej Hrušovar/Janez Hvale/Tadej Hrušovar        |
| 17. | Caffe                  | Drugačna            | Tomaž Kozlevčar/Shan von Greier/Tomaž Kozlevčar  |

## Nagrade
Nagrade občinstva (Radio Ljubljana)
- 1. nagrada: Odhajam v »life« (Hrušovar – Hvale) – Pop design
- 2. nagrada: Zvezde vedo (Tomo Jurak) – Tom Tom
- 3. nagrada: Ohranimo našo vrsto (Andrej Pompe) – Panda

O nagradah občinstva so odločale desetčlanske žirije poslušalcev 10 slovenskih radijskih postaj (Slovenj Gradec, Celje, Cerkno, Murska Sobota, Koper, Maribor, Tržič, Novo mesto, Jesenice in Glas Ljubljane). Vsaka žirija je petim najbolje ocenjenim pesmim podelila 6, 4, 3, 2 in 1 točko.
Nagrada strokovne žirije
- Pridi nocoj na ples (Udir – Wolfand) – Boogie

V strokovni žiriji so bili Mojmir Sepe, Đuro Penzeš in Martin Žvelc.
Nagrada za najboljše besedilo
- Šan von Greier za pesem Drugačna (Caffe)